# Puerto Las Palmas
Puerto Las Palmas est une localité argentine située dans la province du Chaco et dans le département de San Fernando. Administrativement, elle dépend de Las Palmas, dans le département de Bermejo, à environ 8 kilomètres.
Depuis 2018, le port dispose d'un quai de 140 mètres sur le fleuve pour les opérations de conteneurs et de barges en vrac. L'ouvrage sera prolongé jusqu'à 200 mètres, comprend une défense côtière1 et six tours de 35 mètres de haut pour l'éclairage. Les productions régionales telles que le riz transformé, les oléagineux, les céréales et les cultures industrielles seront expédiées dans le port.